# Georgios Chatzopoulos
Georgios Chatzopoulos (Grieks: Γεώργιος Χατζόπουλος) (Patmos, 1859 – Athene, 1935) was een Grieks kunstschilder die verbonden was aan de Münchener School van Athene.

## Biografie
Chatzopoulos werd in 1859 geboren op het Griekse eiland Patmos. Hij studeerde van 1883 tot 1887 in Athene en München onder leiding van Nikolaos Gyzis. In 1890 keerde hij terug naar Griekenland, waar hij exposities hield in Athene en Patras. In 1896 exposeerde hij met kustschilderijen in Zappeion. In de jaren erna nam hij verschillende malen deel aan groepsexposities. In 1906 werd hij aangesteld als restaurateur van de Nationale Galerij van Athene. Hierdoor kreeg hij meer aanzien en in 1921 werd hij gevraagd om oude schilderijen in Boekarest, die door een Duits restaurateur waren vernield, te herstellen.
Chatzopoulos schilderde voornamelijk kust en water, maar ook enkele landschappen. Met zijn schilderijen wilde hij de essentie van Attica vastleggen. Hij maakte hiervoor gebruik van het Duits impressionisme.
In 1921 was hij tevens voorzitter van sportclub Panathinaikos en ontwierp het teamsymbool (een klaver).
Anno 2023 hangen zijn schilderijen in de Nationale Galerij in Athene.
- Gemeinsame Normdatei: 1078168172
- Virtual International Authority File: 226144782963413231917
- WorldCat: E39PBJk4CJB88qWkyykVWfYByd